# Грэй, Сэлли
Сэ́лли Грэй (англ.  Sally Gray), имя при рождении Констанс Вера Стивенс (англ.  Constance Vera Stevens), имя после замужества Констанс Вера Браун, баронесса Оранмор и Браун (англ. Constance Vera Browne, Baroness Oranmore and Browne) — британская актриса театра и кино 1930—1950-х годов.
Среди лучших картин с участием актрисы — «Святой в Лондоне» (1939), «Окно в Лондон» (1940), «Отпуск Святого» (1941), «Опасный лунный свет» (1941), «Зелёный значит опасность» (1946), «Карнавал» (1946), «Они сделали меня беглецом» (1947), «Отметка Каина» (1947), «Наваждение» (1949) и «Путь побега» (1955).

## Ранние годы жизни и начало карьеры
Сэлли Грэй, имя при рождении Констанс Вера Стивенс, родилась в Лондоне 14 февраля 1916 года (по другим источникам — 1919) года. Её отец умер, когда ей было 6 лет. Её мать была балериной в лондонском театре Друри-Лейн. Как вспоминала актриса, «мать танцевала как рабыня, чтобы содержать меня и троих моих сестёр».
С детства она занималась в Школе драматического искусства Фэй Кромптон, а с 10 лет стала играть на сцене. Четыре года спустя она выступала в музыкальном шоу в лондонском театре Gate, а также дебютировала на экране в эпизодической роли под именем Констанс Стивенс в фильме «Школа злословия» (1930) по одноимённой комедии Ричарда Шеридана.
Как пишет британский кинообозреватель Том Вэлланс, «хотя Грэй провела несколько лет в массовке на сцене, её красота и живость были замечены». В то время, когда она играла в «Весёлом разводе» (1933) Коула Портера на сцене театра Palace, кинозвезда Фред Астер дал ей несколько частных уроков танца. Когда в возрасте 18 лет она играла в массовке мюзикла Вивиан Эллис «Дорогая Джилл» (1934), на неё обратил внимание агент по поиску талантов Джон Глиддон, который в своё время открыл Вивьен Ли.

## Карьера в театре и кинематографе
Первым фильмом актрисы, где она предстала под именем Сэлли Грэй, стала комедия «Счастливые дни» (1935) с Чили Бучир в главной роли. В тот же год Грэй сыграла небольшие роли в комедии «Встречные течения» (1935), мюзиклах «Радио-пираты» (1935) и «В свете рампы» (1935), а также более существенную роль в криминальной мелодраме «Шах и мат» (1935).
После этого Грэй вернулась на танцевальную сцену, где на неё обратил внимание известный актёр и продюсер Стэнли Лупино, который, по словам Вэлланса, «сразу же в неё влюбился». Лупино снял Грэй в главной женской роли в киномюзикле «Давай веселее» (1936). В том же году она сыграла главную роль в музыкальной мелодраме «Заказывая музыку» (1936), за которой последовала главная роль в музыкальном триллере «Кафе „Колетта“» (1937), после чего она «пела и танцевала на экране с галантным Билли Милтоном» в мюзикле «Ревю субботнего вечера» (1937).
Грэй снова была партнёршей Стэнли Лупино «в одном из лучших британских мюзиклов 1930-х годов» «Она идёт» (1937), который поставлен по пьесе Лупино, а также «пела вместе с ним заглавную песню» в мюзикле «Держи мою руку» (1938). Кроме того, в 1938 году Грэй сыграла главные роли в двух немузыкальных фильмах — детективе «Мистер Ридер в комнате 13» (1938) по рассказу Эдгара Уоллеса и «Громоотвод» (1938), «умелой смеси шпионского триллера и комедии с Гордоном Харкером в роли автобусного кондуктора и изобретателя, разработавшего новый тип противогаза. Однако чертёж противогаза перепутывается с важнейшими оборонительными планами страны».
Далее, как пишет Вэлланс, Грэй «была убедительна в необычной роли жены иллюзиониста в качественно сделанном триллере» «Окно в Лондон» (1939), а также «очаровательна в роли бродяжки-кокни», парень который (его играл Лупино Лейн, кузен Стэнли Лупино) наследует замок и титул, в мелодраме «Ламбетская прогулка» (1939). Фильм сделан на основе хитового театрального мюзикла «Я и моя девушка», однако, по словам Вэлланса, «к сожалению, сохранил мало музыки, за исключением знаменитой заглавной песни», которую пела Грэй.
У Грэй была «главным образом декоративная роль» подружки кадета из Сандхёрста в мелодраме «Меч чести» (1939), после чего, по словам кинообозревателя Роналда Бергана, она «живо и энергично сыграла в двух детективах RKO Pictures» — «Святой в Лондоне» (1939) и «Отпуск Святого» (1941), в которых она была «более чем достойной парой частному детективу Саймону Темплару по прозвищу Святой (которого играли Джордж Сэндерс в первом и Хью Синклер во втором фильме)». Эти работы Грэй убедили студию RKO в том, что Грэй сможет проявить себя и в Голливуде.
После этого Грэй сыграла «в одном из самых престижных своих фильмов этого периода», военной драме «Опасный лунный свет» (1941), который «особенно памятен музыкой „Варшавского концерта“, которую специально для фильма написал композитор Ричард Эддинселл». Фильм рассказывал историю польского пианиста (Антон Уолбрук), который вопреки желанию своей возлюбленной, американской журналистки (Грэй), пошёл служить в британские ВВС. После ранения в Битве за Британию он потерял память, которая в итоге восстановилась, когда она вспомнил свой концерт, после чего узнал и любимую. По словам Вэлланса, «фильм произвёл очень сильное впечатление на публику военного времени». Берган добавил, что сентиментальная мелодрама «Опасный лунный свет» стала «самым крупным успехом» Грэй.
Стэнли Лупино, который к тому времени уже знал, что болен раком, пригласил Грэй в свою театральную постановку «Леди, ведите себя прилично» (1941), первый крупный лондонский мюзикл с момента начала Второй мировой войны. Лупино, который геройски проявил себя во время авиарейдов, с триумфом сыграл в премьере спектакля, которая состоялась в Театре Её Величества в Вест-Энде. Однако из-за болезни Лупино шоу пришлось закрыть месяц спустя.
После этого Грэй сыграла на сцене главную роль в паре с Корал Браун в постановке в театре «Савой» бродвейского хита «Моя сестра Эйлин» (1942). Как написал Вэлланс, «в роли очаровательной Эйлин, которая постоянно затмевает свою умную и остроумную сестру Рут, Грэй получила восторженные отклики не только за свою красоту, но и как дерзкая и соблазнительная актриса». В том же году умер Стэнли Лупино, оставив Сэлли в наследство 12500 фунтов стерлингов.
Вскоре после смерти Лупино Грэй пережила серьёзный эмоциональный кризис, из-за которого ушла со сцены и с экрана. Как отметил Вэлланс, «Лупино был для неё не просто любовником, но и учителем, и другом». Пять лет спустя она вернулась в кино, «выглядя ещё более красиво и с более весомой репутацией».
После возвращения на экран Грэй сыграла «в великолепном триллере» Сидни Гиллиата «Зелёный значит опасность» (1946). По словам Вэлланса, «это был действительно мрачный детектив с едкими комическими нотками (которые главным образом обеспечивал Аластер Сим в роли полицейского инспектора). Действие фильма происходило в госпитале, где Грэй в роли медсестры увлечена оживлённым романом с врачом (Тревор Ховард), в то время, как среди ночи убийца крадётся по тихим коридорам больницы». Берган назвал картину «искусным комедийным триллером, где инспектор Скотленд-Ярда ведёт в госпитале расследование убийства на пике атак немецкими самолётами-снарядами Фау-1 в 1944 году». После этой картины, по словам Бергана, «последовала серия мелодрам, в которых Грэй максимально близко подошла к созданию образа британской роковой женщины». Так, в мрачной мелодраме «Карнавал» (1946), действие которой происходит в XIX веке, она была балериной, которая выходит замуж за сурового фермера (Бернард Майлс), после чего начинает страдать по большому городу и своему возлюбленному, художнику (Майкл Уилдинг). Её попытки возобновить роман приводят к трагическим последствиям. В криминальной мелодраме «Знак Каина» (1947) Грэй сыграла французскую девушку, из-за которой начинается соперничество между братьями. Она выходит замуж за одного из них, но его убивают, и она становится подозреваемой, хотя, как выясняется, убийцей был второй брат. Как написал Вэлланс, «это мрачная история, которая усилена поразительными атмосферными викторианскими декорациями, которые разработал Алекс Вечински».
По мнению Вэлланса, наряду с фильмом «Зелёный значит опасность» лучшим фильмом Грэй был «безжалостный фильм нуар» Альберто Кавальканти «Они сделали меня беглецом» (1947), где Грэй предстала в образе мстительной бывшей подружки гангстера. В той картине Гриффит Джонс играл психопатического гангстера и парня Грэй, который отвергает её, а Тревор Ховард исполнил роль бывшего пилота британских ВВС, который поначалу вступает в банду Джонса, но позднее разоблачает её с помощью Грэй. Как написал Вэлланс, «это была жёсткая и напряжённая история о спекулянтах и наркоторговцах, действие которой происходит в грязном послевоенном Сохо». Критик особенно отмечает, что этот «стильный, жестокий триллер смог передать атмосферу своего времени». Согласно Herald Tribune, эта «динамичная криминальная драма была блестяще и решительно поставлена», и по словам Вэлланса, «великолепно снята оператором Отто Хеллером». Как далее указывает Вэлланс, фильм «представил Грэй в более неоднозначной и агрессивной роли, чем обычно», хотя, по мнению Бергана, «её голос был слишком аристократичным для девушки из подтанцовки».
В психологическом криминальном триллере «Наваждение» (1949), который поставил известный американский режиссёр Эдвард Дмитрик, Грэй «была неверной женой, муж которой (Роберт Ньютон) планирует медленно убить её любовника, а затем растворить его останки в кислоте». По мнению Бергана, «вероятно, это была самая лучшая и самая содержательная роль Грэй». В мелодраме «Безмолвный прах» (1949) Грэй сыграла роль второго плана члена семьи ослепшего богатого и влиятельного патриарха, который считает, что его сын погиб на фронте как герой, не подозревая, что тот дезертировал и скрывается в его доме. Ей последний фильм «Путь побега» (1952) был неторопливым посредственным триллером, где Грэй сыграла роль британского агента, которая вместе с агентом ФБР (Джордж Рафт) охотится на банду похитителей учёных, хранящих ядерные секреты.

## Актёрское амплуа и оценка творчества
Как написал Вэлланс, «кареглазая блондинка Сэлли Грэй была одной из самых очаровательных британских кинозвезд, жизнь и карьера которой чётко разделилась на три фазы. В 1930-е годы она была очаровательной субреткой в лёгких фильмах и музыкальных комедиях. После паузы в актёрской карьере она появилась вновь в середине 1940-х годов в амплуа знойной красавицы в серии мрачных драм и мощных триллеров». Сиднейская газета The Sun назвала её «красавицей с большими глазами», а также «соблазнительной белокурой лондонской актрисой», по словам газеты The Irish Times она была «полной жизни блондинкой с восхитительным гортанным голосом», и, наконец, Хэл Эриксон написал, что она была «очаровательной блондинкой с восхитительным глубоким голосом». Вэлланс также отметил, что её «хриплый голос был особенно привлекателен, и заметно отличался от других звёзд того времени». Актёр Дермот Уолш, описавший её как «одну из самых красивых женщин в индустрии и очень милого человека», сказал, что её голос был «необычным даже на фоне высококлассных британских актёров своего времени» с прекрасно поставленными голосами.
С детских лет Грэй выступала на лондонской сцене, а в 1930—1940-е годы она «играла главные роли как на сцене Вест-Энда, так и в кино». Эриксон отмечает, что в 1935 году «Грэй добилась признания как киноактриса, специализируясь на мюзиклах и лёгких комедиях». В 1938 году она впервые предстала перед американской киноаудиторией в фильме RKO Pictures «Святой в Лондоне», в 1942 году сделала перерыв в карьере, а во второй половине 1940-х годов вернулась на первый план в напряжённых, драматических ролях в таких памятных фильмах, как «Зелёный значит опасность» (1946), «Они сделали меня беглецом» (1947) и «Наваждение» (1949). Как написал Берган, в 1930—1940-е годы Грэй входила в группу популярных британских кинозвёзд-красавиц. Но в отличие от Маргарет Локвуд, Джин Кент и Патриции Рок, каждая из который попробовала сделать карьеру в Голливуде, хотя и без особого успеха, «блондинка с соблазнительным голосом отказалась от выгодного контракта с RKO и предпочла остаться в Англии, в конце концов, закончив актёрскую карьеру после выхода замуж за аристократа».

## Личная жизнь
В 1950 году Грэй познакомилась с высоким и богатым красавцем, 4-м Бароном Оранмора и Брауна, и в 1951 году на тайной церемонии она стала его женой. Об их союзе стало известно общественности лишь во время коронования Королевы Елизаветы II в 1953 году, когда 37-летняя Грэй уже как баронесса Оранмор и Браун сидела во время церемонии с жёнами пэров в Вестминстерском аббатстве. После свадьбы Грэй переехала в замок в фамильный замок в графстве Мейо в Ирландии, а позднее вместе с мужем жила в доме в лондонском районе Белгравия, где вела комфортабельную светскую жизнь, предпочитая не вспоминать о своей актёрской карьере. Барон Оранмор и Браун, который был членом Палаты лордов дольше, чем кто-либо другой, умер в 2002 году в возрасте 100 лет, а Грэй прожила в доме в Белгравии вплоть до своей смерти четыре года спустя.

## Смерть
Сэлли Грэй умерла 24 сентября 2006 года в Лондоне.

## Фильмография
| Год  |   | Русское название          | Оригинальное название   | Роль                                     |
| ---- | - | ------------------------- | ----------------------- | ---------------------------------------- |
| 1930 | ф | Школа злословия           | School for Scandal      | эпизодическая роль (в титрах не указана) |
| 1935 | ф | Диктатор                  | The Dictator            | малая роль (в титрах не указана)         |
| 1935 | ф | Радио-пираты              | Radio Pirates           | (в титрах не указана)                    |
| 1935 | ф | Встречные течения         | Cross Currents          | Сэлли Крокер                             |
| 1935 | ф | Шах и мат                 | Checkmate               | Джин Николс                              |
| 1935 | ф | Счастливые дни            | Lucky Days              | Элис                                     |
| 1936 | ф | Давай веселее             | Cheer Up                | Сэлли Грэй                               |
| 1936 | ф | Заказывая музыку          | Calling the Tune        | Маргарет Гордон                          |
| 1937 | ф | Кафе «Колетта»            | Cafe Colette            | Джил Мэннинг                             |
| 1937 | ф | Она идёт                  | Over She Goes           | Китти                                    |
| 1938 | ф | Мистер Ридер в комнате 13 | Mr. Reeder in Room 13   | Клер Кент                                |
| 1938 | ф | Громоотвод                | Lightning Conductor     | Мэри                                     |
| 1938 | ф | Держи мою руку            | Hold My Hand            | Хелен Милчестер                          |
| 1939 | ф | Ламбетская прогулка       | The Lambeth Walk        | Сэлли                                    |
| 1939 | ф | Святой в Лондоне          | The Saint in London     | Пенни Паркер                             |
| 1939 | ф | Меч чести                 | Sword of Honour         | леди Мойра Талмейдж                      |
| 1939 | ф | Самолеты Кью              | Q Planes                | малая роль (в титрах не указана)         |
| 1940 | ф | Окно в Лондоне            | A Window in London      | Вивьен                                   |
| 1940 | ф | Олимпийский медовый месяц | Olympic Honeymoon       | мисс Америка                             |
| 1941 | ф | Отпуск Святого            | The Saint's Vacation    | Мэри Лэнгдон                             |
| 1941 | ф | Опасный лунный свет       | Dangerous Moonlight     | Кэрол Питерс Редетцки                    |
| 1946 | ф | Карнавал                  | Carnival                | Денни Пёрл                               |
| 1946 | ф | Зеленый значит опасность  | Green for Danger        | медсестра Линли                          |
| 1947 | ф | Они сделали меня беглецом | They Made Me a Fugitive | Сэлли                                    |
| 1947 | ф | Знак Каина                | The Mark of Cain        | Сара Бонер                               |
| 1949 | ф | Безмолвный прах           | Silent Dust             | Анджела Роули                            |
| 1949 | ф | Наваждение                | Obsession               | Сторм Риордан                            |
| 1952 | ф | Путь побега               | Escape Route            | Джоан Миллер                             |